# Zach Triner
Zach Michael Triner (30 gennaio 1991) è un giocatore di football americano statunitense che milita nel ruolo di long snapper per i Tampa Bay Buccaneers della National Football League (NFL).

## Carriera
Triner fece un provino con i New England Patriots poco dopo il Draft NFL 2015, ma non gli fu offerto un contratto né fu invitato a prendere parte al mini camp dei rookie. Fece anche dei tentativi con Jacksonville Jaguars e New York Jets all'inizio del 2016 e partecipò al mini camp dei rookie con gli Houston Texans ma non gli fu offerto alcun contratto.

### New York Jets
Triner firmò un contratto con i New York Jets il 5 gennaio 2017 dopo un provino fatto nel dicembre 2016. Fu svincolato il 7 maggio 2017.

### Green Bay Packers
Triner firmò con la squadra di allenamento dei Green Bay Packers il 27 settembre 2017. Il 2 gennaio 2018 firmò un nuovo contratto ma fu svincolato il 1º settembre 2018.

### Tampa Bay Buccaneers
Triner firmò con i Tampa Bay Buccaneers il 2 gennaio 2019, riuscendo ad entrare nei 53 uomini del roster alla fine del training camp. Debuttò nella NFL l'8 settembre 2019 contro i San Francisco 49ers. In quella stagione disputò come long snapper tutte le 16 partite della squadra. Il 7 febbraio 2021 scese in campo nel Super Bowl LV contro i Kansas City Chiefs campioni in carica nella vittoria per 31-9, conquistando il suo primo titolo.

## Palmarès
- Super Bowl : 1

Tampa Bay Buccaneers: LV
- National Football Conference Championship: 1

Tampa Bay Buccaneers: 2020